# Cérvol de les illes Calamian
El cérvol de les illes Calamian (Axis calamianensis) és una espècie de cérvol que només viu a les illes Calamian, a la província de Palawan (Filipines). És una de les tres espècies de cérvol nadiues de les Filipines. Les altres són el sambar filipí (Rusa marianna) i el cérvol d'Alfred(Rusa alfredi).

## Taxonomia
Alguns taxònoms el consideren que pertany al gènere Hyelaphus; tanmateix, l'any 2021, la Societat Americana de Mammalogistes el va col·locar al gènere Axis, una posició que la UICN també utilitza.

## Comportament i ecologia
Es coneix com el "cérvol porc" perquè quan fuig del perill, s'escapa entre els sotaboscs amb el cap avall com un porc en lloc de saltar per sobre de barreres com altres cérvols. Aquests animals són crepusculars, és a dir, són actius a la sortida del sol i al crepuscle. Descansen durant la part més càlida del dia i després surten del sotabosc per alimentar-se. Principalment solitaris, de vegades formen petits ramats si no es molesten. Igual que amb altres espècies de cérvols, els cérvols de Calamian són remugants, és a dir, tenen quatre cambres estomacals i masteguen rumiar. Una crida nasal suau i aguda és la seva vocalització principal. La seva dieta consisteix en brots, branquetes i fulles.

## Característiques
S'ha informat d'una alçada típica per als mascles de 60-65 cm. El pes pot ser de 79 a 110 lliures. Els mascles tenen cornaments de tres dents. Els seus cervatells no es veuen en néixer, cosa que els separa de la població occidental més coneguda del cérvol indi (A. porcinus). Hi ha pocs depredadors naturals excepte els rapinyaires i els pitons.